# Ron Rosenbaum
Ron Rosenbaum (ur. 27 listopada 1946 w Nowym Jorku) – amerykański dziennikarz i pisarz żydowskiego pochodzenia.

## Książki
- Murder at Elaine's: A novel (1978)
- Rebirth of the salesman: tales of the song & dance 70s (1979)
- Manhattan Passions: True Tales of Power, Wealth, and Excess (1988)
- Travels with Doctor Death (1991)
- Explaining Hitler: The Search for the Origins of His Evil (1998)
- The Secret Parts of Fortune: Three Decades of Intense Investigations and Edgy Enthusiasms (2000)
- The Shakespeare Wars (2006)